# Straja vas
Straja vas (nem.: Hohenthurn) je občina v Spodnji Ziljski dolini v okraju Beljak-dežela na avstrijskem Koroškem z znamenito slovensko kulturno dediščino. Občina ima 816 prebivalcev.

## Geografija

### Geografski položaj
Občina Straja vas se nahaja v Spodnji Ziljski dolini na severnih pobočjih Karnijskih Alp v jugozahodu zvezne dežele Koroške. Na severu tvori reka Zilja občinsko mejo, na vzhodu reka Ziljica.

### Struktura občine
Strajo vas sestavljata dve katastrski občini Drevlje in Strajava ter šest vasi)(v oklepaju število prebivalcev, stanje leto 2001):
- Drašče (Draschitz), 215
- Drevlje (Dreulach), 130
- Gorje (Göriach), 96
- Straja vas (Hohenthurn), 211
- Štasava (Stossau), 99
- Zahomec (Achomitz), (106)

### Sosednje občine
- zahod : Bistrica na Zilji

- sever: Čajna

- jugozahod: Naborjet - Ovčja vas

- jugozahod: Podklošter

## Zgodovina
Od 10. do 6. stoletja pred našim štetjem je bilo v bližini Drevelj jamsko naselje iz železne dobe. Kasneje je tam stal rimski obrambni stolp, ki je bil uničen okoli leta 200.
Strajo vas se prvič omenja v neki listini iz leta 1253.
Slovenci oz. njihovi predniki Karantanci so naselili za časa kneževine Karantanije. Od tedaj imamo neprekinjeno prisotnost slovenščine v kraju. Zato je tudi župnija še leta 1924, torej v prvi avstrijski republiki, bila uradno po cerkvenih pravilih povsem slovenska (leta 750 se začne pokristjanjevanje Karantancev, ki pa ohranijo svoje lokalne pravice in svoje pravo). 
Okoli leta 1500 je Zilja prišla pod oblast Habsburžanov.
Leta 1850 so bile ustanovljene v habsburški monarhiji občine sodobnega tipa. Takrat je ustanovljena občina Straja vas, k njej takrat pripadajo še katastrske občine Megvarje, Sovče in Bistrica na Zilji. Megvarje je prišla leta 1865 pod občino Podklošter, Sovče leta 1877. Leta 1906 postane Bistrica na Zilji zopet samostojna, leta 1973 je zopet združena s Strajo vasjo in postane zopet samostojna leta 1991. 

## Slovenski običaji in narečje
Zime so bile nekoč na Zilji izredno stroge, in dolina povsem nedostopna. Preko gora so pa Ziljani trgovali s Kanalsko dolino. Tako je Ziljska dolina ohranila prastare običaje in prastar jezik. Slovensko narečje na Zilji - in tako v Straji vasi - zaznamujejo še posebne zahodno slovanske značilnosti, torej iz najbolj zgodnje dobe naseljevanja, ko so sosedje Karantancev bili Čehi oz. njihovi predniki. 
Dodatno je Zilja redno poplavljala. S tem so pa travniki bili kisli, kar je bilo posebej ugodno za sedaj tradicionalno konjerejo. Iz tega pa se je razvil domači etnografsko zanimiv običaj štehvanja. Ta običaj šteje, kot jezik, med prastare slovenske običaje. S konja morajo mladi fantje s palco ali starodavno sulico zbiti sod na drogu. To pa zmagovalcu daje pravico, da si sam izbere izvoljenko za ženo. Ta tradicija se je držala vse do 50ih let 20. stoletja. 
Slovensko kulturno življenje je bilo dokaj pestro na Zilji še v Prvi Republiki. Kulturna društva na Brdu, v Meličah in v Zahomcu so bila ustanovljena okoli 1910. leta in so zopet delovala po Prvi svetovni vojni oz. po koroškem plebiscitu leta 1920. Med slovenska društva štejemo tudi Podružnico družbe Sv. Cirila in Metoda ustanovljeno leta 1887 (obstajalo je do leta 1911).
Znameniti Matija Majar Ziljski je živel 15 let v Gorjah. Leta 1867 se je odpeljal z ziljsko nošo v Moskvo na vseslovansko etnografsko razstavo. 
Še leta 1924 so vse župnije v Spodnji Ziljski dolini bile izključno slovenske, le v dveh grajskih kapelah se je molilo v nemščini.)

## Slovenska društva

### Katoliško slovensko izobraževalno društvo Zila
Katoliško slovensko izobraževalno društvo Zila je bilo ustanovljeno leta 1904 za Zahomec in okolico s ciljem utrjevanja slovenske narodne  identitete. Spodbudnika sta bila študenta Fran Schaubach in Franc Grafenauer, prvi predsednik je bil Franc Kriegl p.d. Krieglč, po njegovi smrti pa njegov sin Niko Kriegl. Sestanke so imeli v gostilni pri Hrepcu. Vzdrevali so društveno biblioteko, skupino tamburic ter imeli bogato odrsko življenje. Režijo je vodila Marija Zwitter.
Po vojni je društvo ponovno zaživelo pod imenom Slovensko prosvetno društvo Zila.

### Športno društvo Zahomc
Nadvse uspešne so že od medvojnega časa športne aktivnosti. Na pobudo vrlega Filipa Milloniga so v Zahomcu smučali že v letih okrog 1920. Smučke so takrat izdelovali Franc Kriegl, Ignac Wiegele in mizar Drejc Ottowitz. Leta 1952 se pri odstranjevanju posledic plazu, ki je zasul Sveto Kri (Heiligenblut), spoznata prostovoljca Janko Wiegele, študent iz Zahomca, in Janez Gorišek, skakalec iz Ljubljane (Planica). Z njim je nastalo poznanstvo z inž. Stankom Bloudkom, konstrukterjem planiških skakalnic. V Zahomcu je bila s pomočjo mnogih prostovoljcev zgrajena 30 metrska skakalnica. 
Leta 1953 je uradno registrirano »Športno društvo Zahomc«. Ustanovitelji so Janko Wiegele, Hanzi Millonig, Franc Wiegele, Franc Schnabl in Franci Zwitter. Prve zahomške skakalce, med njimi tudi sedanjega trenerja Franca Wiegeleja, je treniral Ljubljančan Janez Saksida.
Med znamenitimi skakalci društva štejemo Slovenca Karla Schnabl (zlata kolajna pri Olimpijskih igrah 1976 v Innsbrucku) in Franz Wiegele

## Prebivalstvo

### Zgodovinska slika
Po zadnjem Avstro-Ogrskem popisu prebivalstva iz leta 1910 je okoli 92% prebivalcev takratne občine Straja vas navedlo slovenščino kot svoj vsakdanji pogovorni jezik.
| Občina                | Število slovensko govorečih 1910 | Število nemško govorečih 1910 |
| --------------------- | -------------------------------- | ----------------------------- |
| Straja vas/Hohenthurn | 1034 (92%)                       | 84 (8%)                       |

### Danes
Po ljudskem štetju 2001 ima občina Straja vas 857 prebivalcev. 8,3 % se jih opredeljuje za Koroške Slovence.

## Kultura in znamenitosti
- Cerkev sv Siriaka v Straji vasi, gotska stavba, zapisana leta 1261.
- Župnijska cerkev Marijinega imena v Gorjah, darovana leta 1312 ali 1316 (poznogotska stavba 1489-1516).

## Znamenite osebnosti
- Franc Schaubach, slovenski pravnik in politik, * 3. december 1881, Drašče, † 6. avgust 1954, Črnomelj, župan Mariborske oblasti med letoma 1927 in 1929.
- Franc Grafenauer znanstvenik
- Franc Kriegl
- Niko Kriegl
- Marija Zwitter
- Filip Millonig
- Janez Schnabl, župan
- Karl Schnabl smučarski skakalec
- Franz Wiegele
- Matija Majar Ziljski